# Országos Központi Hitelszövetkezet
Az Országos Központi Hitelszövetkezet (OKH) az 1898-as gazdasági és ipari hitelszövetkezetekről szóló XXIII. törvénycikk alapján még abban az évben létrehozott szervezet volt, mely évtizedekig sikerrel szervezte és felügyelte a hitelszövetkezeteket és általuk kielégíttette a vidéki mezőgazdasági és kisiparos tevékenységgel összefüggő hiteligényeket. A magyar szövetkezeti mozgalom a 20. század első évtizedeiben dinamikusan fejlődött, és legjelentősebb intézménye az OKH volt.

## Története
Az 1886-ban Károlyi Sándor vezetésével megalakult Pestmegyei Hitelszövetkezet megteremtette alapokra épült, amelyhez 1894-re Pest-Pilis-Solt-Kiskun vármegyében már 80, és az országban összesen 752 hitelszövetkezet tartozott, mintegy háromszázezer taggal. Az OKH alapításához az állam jelentős tőkét és kedvezményeket adott. 
A századfordulón az OKH-hoz 964 hitelszövetkezetet tömörített, 1917-re már 2430. Az első világháború végére a számuk az összezsugorodott területű országban ezerre csökkent, 1938-ig nem változott, 1939–1942-ig azonban 1500-ra nőtt. A taglétszám 1900-ban kétszázezer volt,1917-ben 635 ezer. 1919-ben kevesebb mint felére csökkent, de 1942-ben már közel 800 ezer volt, és az OKH tagjai 4360 településen nyújtottak pénzügyi szolgáltatásokat.
A háborúban a szövetkezetek személyzetének egy része, és az infratsruktúrájuk jelentős része elpusztult, és miután újrarendezték az országhatárokat, 943 hitelszövetkezet maradt 548 832 taggal. 1948-ig ezrével alakultak új szövetkezetek az országban (de csak 26 hitelszövetkezet), de a hiperinfláció működésképtelenné tették őket. A kommunista diktatúra nem jó szemmel nézte a magánszerveződéssel alakult, autonóm és tömeges tagsággal rendelkező szövetkezeteket. 
Az 1949-es, már a diktatúra idején született alkotmány elismerte a szövetkezeti tulajdont, de a hatalom világossá tette, hogy állami bankrendszert akar létrehozni. A szövetkezeti központok irányítását átvették, kormánybiztosokat neveztek ki, és a vagyon kisajátításával létrehozták az állami irányítású Magyar Országos Szövetkezeti Központot, a vagyonukat vesztett szövetkezeteket pedig megszüntették. 1952-1953-ra végigvitték a megszüntetési folyamatot. A magánszemélyek bankügyleteinek végzésére az Országos Takarékpénztár (OTP) kapott kizárólagos jogosítványt. A maradék hitelszövetkezeteknek az OTP-nek kellett átadniuk természetes személyek ügyfeleik ügyleteit. A vállalati üzletet a Mezőgazdasági Szövetkezeti Bank kapta. A felszámolt hitelszövetkezetek vagyonát a Pénzintézeti Központnak juttatták. Az OSZH székházát az OTP kapta. A hatalom hamarosan rájött, hogy az OTP nem tudja átvenni a hitelszövetkezetek helyét a kisebb településeken. 1956-ban adta ki a Minisztertanács azt az 1091-es számú határozatot, amely megfogalmazta a takarékszövetkezetek szervezésének szükségességét. 